# Reynalton
Reynalton é uma vila em Pembrokeshire, próxima a Tenby e Kilgetty, pertencente à comunidade de Kilgetty.
Reynalton foi um dois seis lugares onde não havia internet Banda larga no País de Gales – isto é, comunidades sem acesso à Internet de alta velocidade. Em dezembro de 2008, o Governo galês em conjunto com BT Group confirmou que a cobertura nestas áreas em breve seria atualizada para torná-los compatível com o resto do Reino Unido.